# Adelboden
Adelboden est une commune ainsi qu'une grande station de sports d'hiver suisse du canton de Berne, située dans l'arrondissement administratif de Frutigen-Bas-Simmental à 29 km au sud de Spiez.

## Géographie

Photo aérienne (1934)

Adelboden est un village de montagne situé dans la partie ouest de l’Oberland bernois, au fond de l’Engstligental, à quarante km au sud-est de Thoune. Le point culminant se trouve à 3 242 mètres d'altitude au Wildstrubel. Le point le plus bas est à 1 045 mètres.
Adelboden couvre 88,23 km2. 2,5 % de cette superficie correspond à des surfaces d'habitat ou d'infrastructure, 41,4 % à des surfaces agricoles, 18,2 % à des surfaces boisées et 37,9 % à des surfaces improductives.

## Histoire
Des premiers documents mentionnent les noms des alpages d’Engstligen (1232) et de Silleren (1290). Les premiers paysans de Frutigen à y être montés nommèrent cette région Adeliges Bödeli (littéralement « terre noble »), nom qui se transforma ensuite en Adelboden.
Les premiers habitants d'Adelboden s'y installèrent au XIVe siècle et ils y construisirent leur église en 1433 pour ne plus avoir à se déplacer à Frutigen où se trouvait le lieu de culte le plus proche. Les fresques datent de 1443.
Le premier hôtel (Hari im Schlegeli) a été établi en 1873. La première rue pour des wagons date de 1884. Les premières remontées mécaniques d'Engstligenalp datent de 1936.
Les habitants ont longtemps vécu de l’artisanat (sculpture, peinture sur bois, filage et tissage).

## Industrie et économie
Une source d'eau potable est mise en bouteille sous le nom d'Adelbodner.

## Démographie
Adelboden comptait 3 618 habitants en 2008. Sa densité de population atteint 41 hab./km2.
Le graphique suivant résume l'évolution de la population d'Adelboden entre 1850 et 2008 :

## Transports
On atteint Adelboden par la route et par le bus (30 minutes de trajet), à partir de Frutigen et de sa gare sur la ligne du Lötschberg (Berne - Brig) ou de sa route H11 de Spiez à Kandersteg où l'on peut mettre sa voiture sur les navettes fréquentes ferroviaires pour le Valais.

## Monuments et curiosités
- L'église réformée Saint-Antoine, construite en 1433 - donc catholique à l'origine - possède des vitraux modernes d'Augusto Giacometti. Sur la paroi extérieure, Jugement Dernier du gothique tardif (1471)[4].
- Engstligenfälle : la rivière Engstlige se jette de 400 m de haut dans le vide et forme une des plus belles chutes de l'Oberland. En été, lors de la transhumance, environ 350 bovins montent vers l'alpage d'Engstligenalp à 2 000 m d'altitude en parcourant un chemin étroit grimpant le long du mur rocheux à côté de la cascade. Il s'agit d'une des plus hautes cascades de Suisse, inventoriée à l'Inventaire fédéral des paysages, sites et monuments naturels d'importance nationale.
- Les gorges de Choleren : gorges situées à 1 heure à pied du village accessibles de l'intérieur en toute sécurité au moyen d'escaliers et de ponts aménagés. Possibilité de prolonger la visite jusqu'au Pochtenkessel, lieu de rencontre entre l'Engstlige et de l'Otterebach sous forme d'entonnoir géant.

## Tourisme
Le tourisme s’est développé durant le XXe siècle - et spécialement dans la seconde moitié - avec l’hôtellerie, les pistes de ski et la construction de résidences secondaires. Avec une certaine discrétion, Adelboden est devenue une importante station avec une dominante de la saison d'hiver. Le domaine skiable s'est fortement développé ces dernières années avec de nouvelles remontées mécaniques, et notamment les liaisons vers la station de la Lenk.

## Domaine skiable
Si l'on ne considère que le cœur du domaine skiable, c'est-à-dire entièrement relié skis aux pieds, Adelboden propose 90 km de pistes, répartis sur les secteurs suivants entre Adelboden et la Lenk :
Sillerenbühl-Aebi
Le secteur est accessible depuis Adelboden à l'aide de la longue télécabine en deux tronçons « Adelboden Oey - Bergläger - Sillerenbühl » Von Roll, avec une gare intermédiaire sur le premier tronçon à Eselmoos qui assure la connexion avec le Chuenisbärgli ainsi qu'avec le secteur Aebi-Gilbach grâce au télésiège fixe Rehärti-Eselmoos. Il est desservi principalement par un télésiège débrayable signée Leitner en 1999, Aebi-Sillerenbühl. La partie inférieure des pistes - toutes de difficulté rouge sauf une piste bleue aménagée depuis l'hiver 2012-2013 - est située en forêt. Une piste rouge permet de retourner à Adelboden depuis Aebi en passant par Rehärti, où elle rejoint la piste bleue Bergläger-Rehärti-Adelboden Oey.
Geils-Hahnenmoos
Un télécombi 6-8 Garaventa et deux télésièges 4 places Garaventa desservent les pistes les plus difficiles du domaine. Le point culminant du domaine est le Laveygrat, à 2 194 m d'altitude. Une piste de kilomètre lancé a été installée sur le secteur Luegli. Il est possible de rejoindre les pistes de la station de la Lenk depuis le sommet du télécombi ainsi que du télésiège du Lavey.
Metsch-Bühlberg
Ce secteur, exploité par les Lenk Bergbahnen, est situé sur la commune de la Lenk mais il est directement relié au domaine skiable de Silleren-Hahnenmoos. Il est constitué de pistes plus abordables techniquement. Depuis la station de Lenk, le secteur d'altitude est relié par un téléphérique VonRoll qui part du lieu-dit Rothenbach (1 072 m). Au niveau des remontées mécaniques, on y retrouve 2 télésièges 6 places Garaventa, 1 télésiège 4 places Garaventa ainsi que 2 autres téléskis.
Chuenisbärgli
Ce petit secteur est situé directement aux pieds de la station. Il est difficilement relié avec le reste du domaine principal, par des pistes de liaison relativement plates et par un télésiège de conception ancienne. Le sous-domaine en soi compte 8,6 km de pistes dont 1 piste noire, 3 rouges et 1 bleue, desservies principalement par un télésiège moderne. Adelboden accueille régulièrement des étapes de slalom et de slalom géant de la coupe du monde de ski alpin sur sa piste noire. Il est possible d'y pratiquer le ski nocturne.
Téléskis et fils à neige isolés
Quatre téléskis et fils à neige, situés à divers abords du village, complètent l'offre de la station. Ils desservent de courtes pistes de difficulté bleue.
Par ailleurs, la station est reliée par remontées mécaniques avec la Lenk. Ainsi, Adelboden possède l'un des domaines skiables parmi les plus importants de l'Oberland bernois si l'on y inclut les domaines voisin - reliés uniquement par la route - de Lenk Betelberg, Tschentenalp, Engstligenalp, Elsigenalp, et les domaines encore plus éloignés de Jaunpass et Kandersteg. Ce domaine "élargi", desservi par 72 remontées mécaniques modernes gérées par différents exploitants de la région, est composé de 210 km de pistes dont 60 % peuvent être enneigées artificiellement. Des bus assurent des liaisons régulières entre les différents secteurs tout au long de la saison. Il s'agit du 3e plus important domaine skiable de Suisse en termes de journées skieurs au palmarès 2011-2012 des stations, et 1er domaine de l'Oberland bernois.